# 德雷斯
德雷斯是德国莱茵兰-普法尔茨州的一个市镇。总面积4.11平方公里，总人口157人，其中男性69人，女性88人（2011年12月31日），人口密度38人/平方公里。